# مقاطعة بابابي

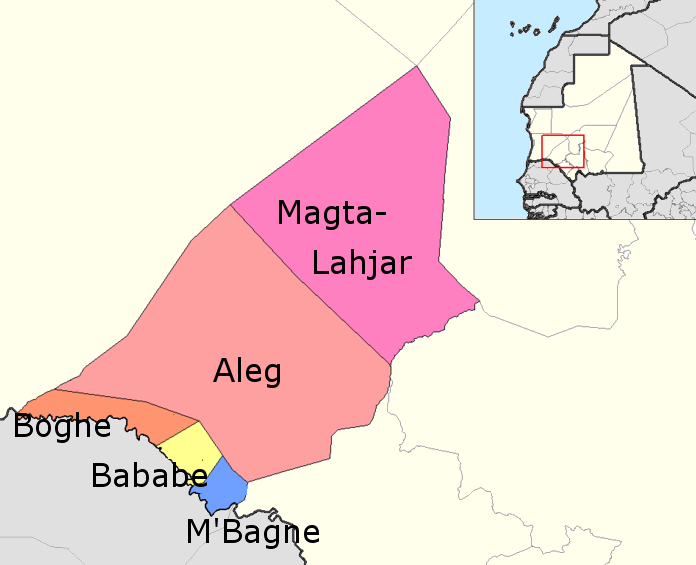
إدارات براكنا : بابابي في الجنوب الغربي

مقاطعة بابابي هي واحدة من خمس مقاطعات ولاية براكنة في موريتانيا.

## قائمة البلديات في المقاطعة
تتكون المقاطعة من ثلاث بلديات :
- هايريامبار
- بابابي
- الفرع

## السكان
في عام 2000، كان مجموع سكان المقاطعة 33672 نسمة (16139 رجلاً و 17533 امرأة).